# Joachim Joachimczyk

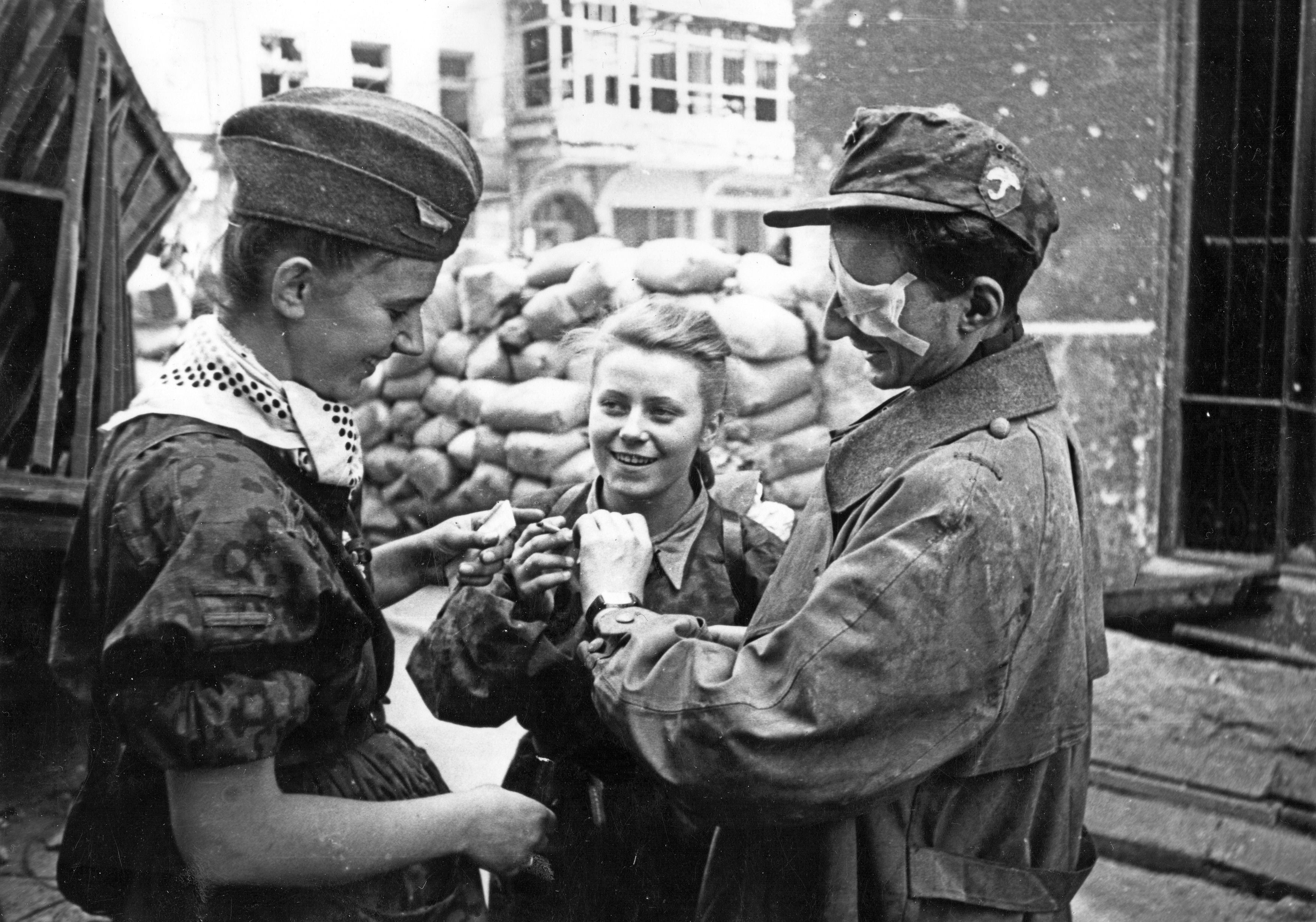
Varšavské povstání: Tři příslušníci praporu Parasol po ústupu kanály. Uprostřed spojka Maria Stypułkowska-Chojecka ("Kama"), vpravo Krzysztof Palester ("Krzych", padl v září)

Joachim Joachimczyk (16. května 1914 ve Swornigacie – 4. května 1981 v Gdaňsku) byl polský fotoreportér, voják Zemské armády, účastník Varšavského povstání.

## Životopis
Po maturitě v roce 1935 na Státní nižší reálce v Chojnicích se přestěhoval do Gdyně. V roce 1939 bojoval v zářijové invazi v oblasti Svatokřížských hor jako podporučík v 16. pěší divize.
Během německé okupace žil ve Varšavě. Poté používal pseudonym „Joachim“. Byl fotoreportérem fotografického oddělení Úřadu pro informace a propagandu (BIP) Zemské armády. Během Varšavského povstání nejčastěji fotografoval v centru města. Byl jedním z nejaktivnějších fotožurnalistů BIP. Po kapitulaci desky a otisky ukryl ve sklepě domu u Aleji Róż, ale po osvobození našel jen jejich část.
Po kapitulaci povstání byl odvezen do stalagu X B v Sandbostelu u Hamburku. Při převozu do dalšího tábora utekl. Cestou po Německu bez jakýchkoli dokladů se mu v listopadu 1944 díky dobré znalosti němčiny podařilo dostat do Gdyně. Navázal kontakt s tajnou konspirační organizací Tajny Hufiec Harcerzy a spolu s nimi zorganizoval akci B-1 a akci B-2. Cílem akce B-1 bylo vyfotografovat lodě v přístavu Gdyně. Informace byla předána Britům, kteří ve dnech 18. až 19. prosince 1944 provedli nálet na přístav Gdyně a potopili mnoho lodí, včetně německé bitevní lodi Schleswig-Holstein.
Po válce vystudoval ekonomii a řadu let pracoval jako ředitel Areálu chemické školy v Gdyni-Cisowé.
Autorství fotografií podepsaných pseudonymem „Joachim“ bylo dlouhá léta záhadou, dokud jej v roce 1979 nerozluštil prof. Władysław Jewishiewicki.
Jeho fotografie byly představeny na výstavě Varšavské povstání optikou povstaleckých fotoreportérů (v letech 2004–2005 ve Varšavě a Paříži ) a byly také součástí mnoha publikací o Varšavském povstání.
Je pohřben v nové Aleji zásluh na hřbitově v Gdyni-Witominu (oddíl 26-37-13) .

## Fotogalerie Joachima Joachimczyka z Varšavského povstání

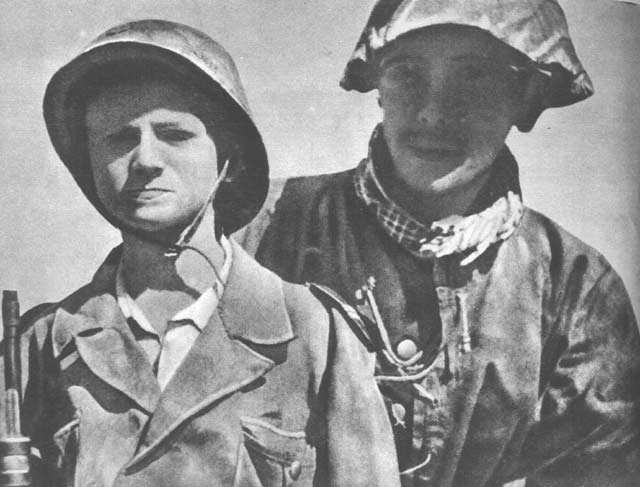
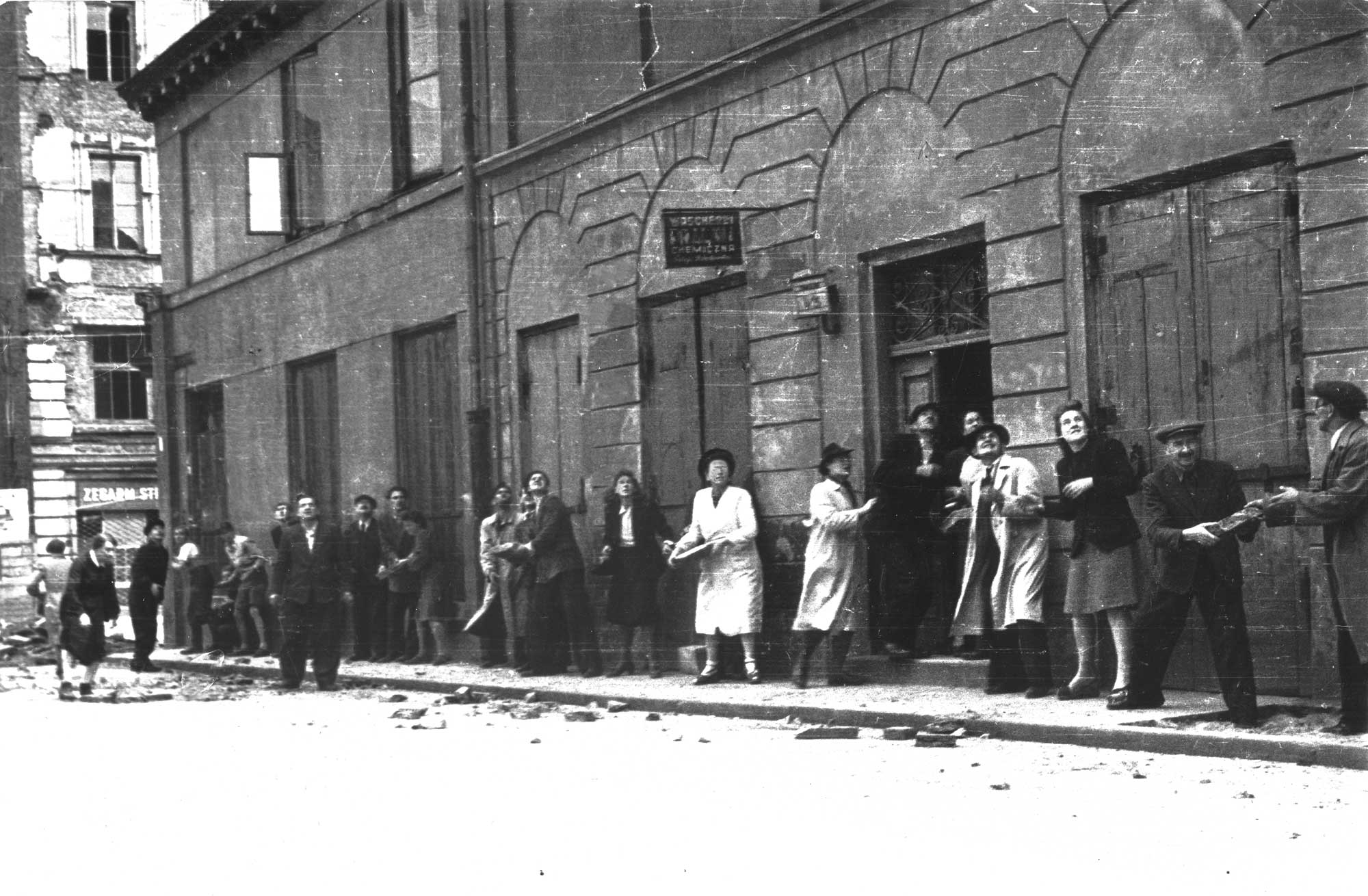
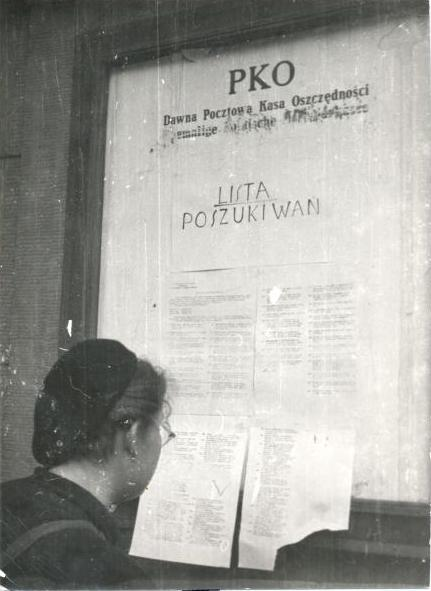
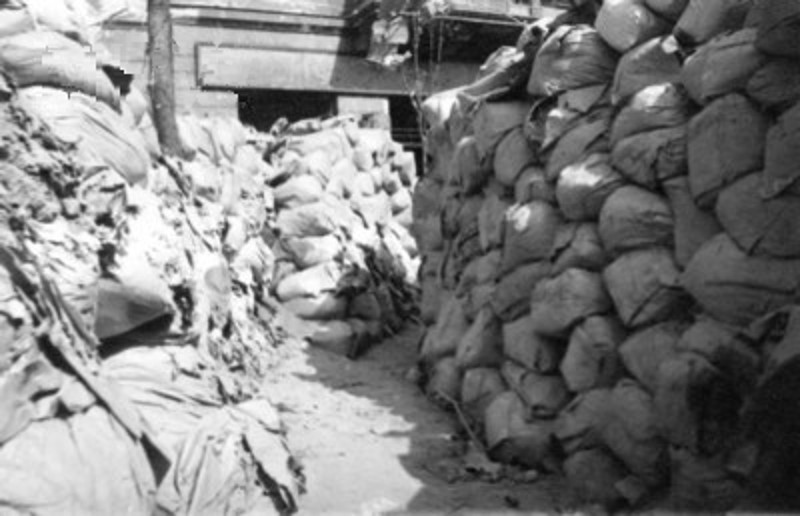
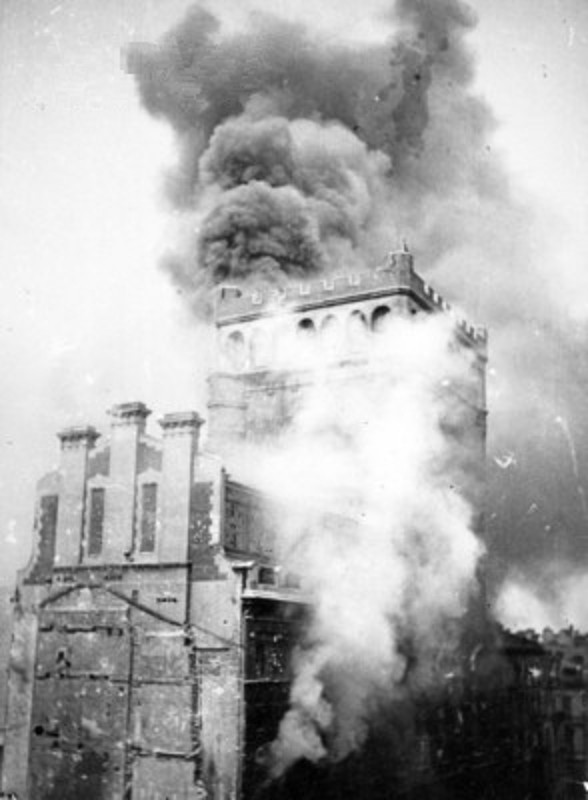
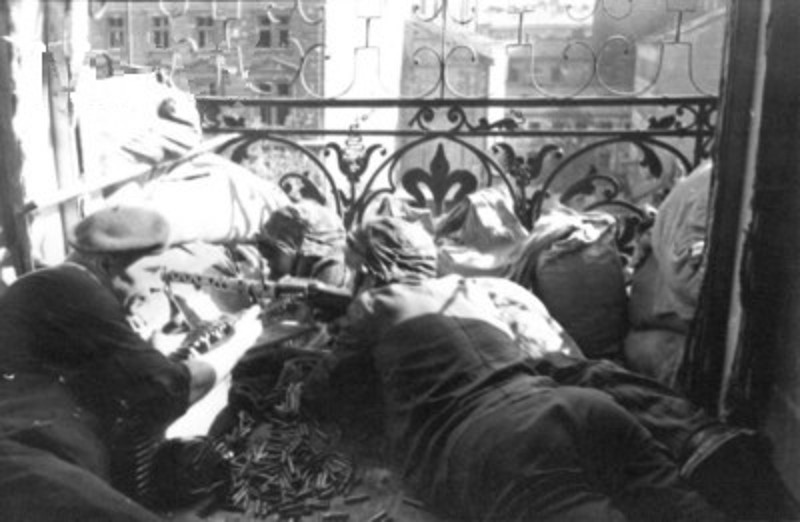
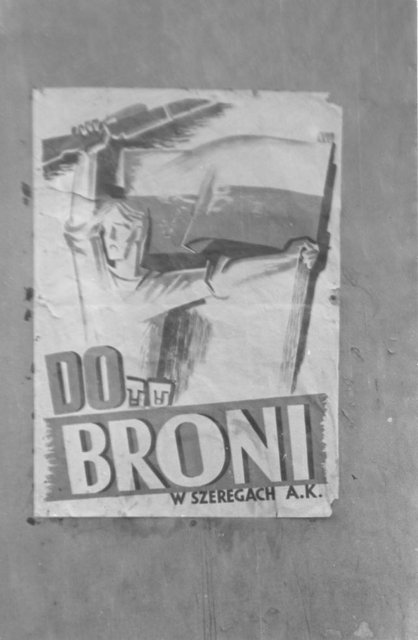
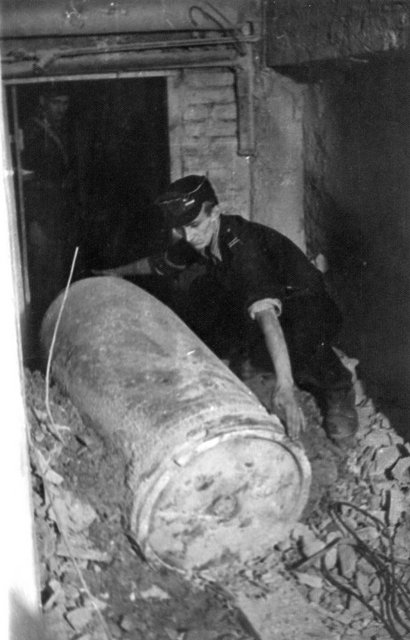
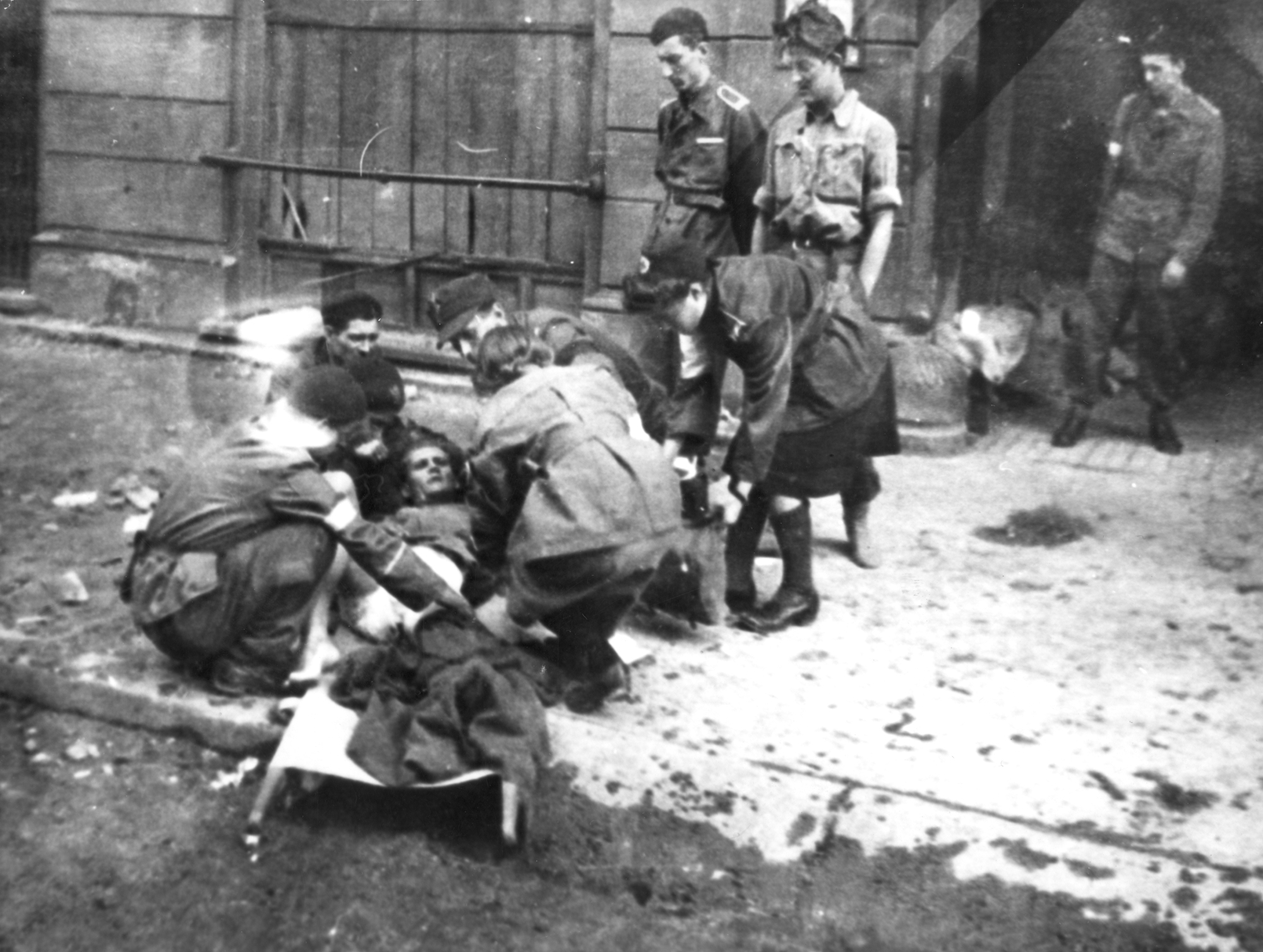
Ošetřovatelé 1. útočného praporu domácí armády „Nałęcz“ poskytují pomoc zraněnému povstalci npor. Henryku Mirowskému ps. "Dub". Podle jiného zdroje je zraněný střelec Ryszard Głuchowský „Jaworzak“ z 2. skautské protiletadlové dělostřelecké baterie „Żbik“ na ul. Chmielna 55. Zleva: Cpl. Tadeusz Błażyński "Świda", Cpl. kadet Andrzej Rażniewski "Krzycki" velitel 3. čety. Kleknou: cpr. kadet Piotr Osiński "Kaczanowski"; Sgt. Henryk Łyżwiński "Czarny", Cpl. kadet Adam Bóbr "Jaxa", Cpl. kadet Jerzy Bogdanowicz "Hercuń", san. Krystyna Kamał "Szafrańska", san. Maria Jezierska "Bogdańska", Kpr se sklání nad taškou. Elżbieta Skrzyńska "Żabska".
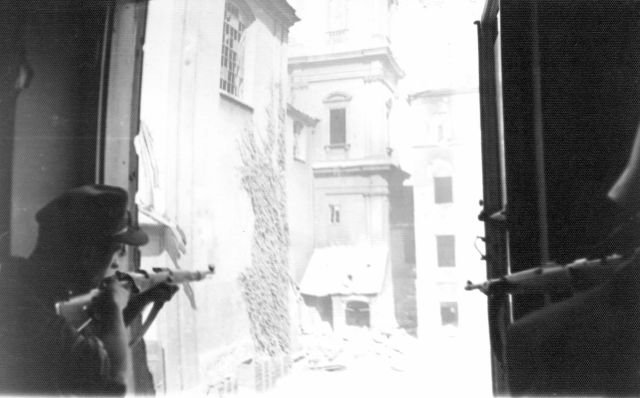
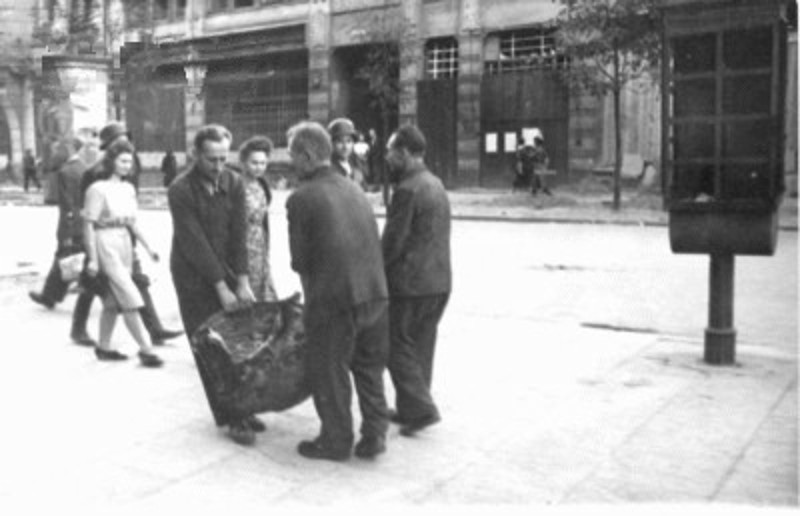
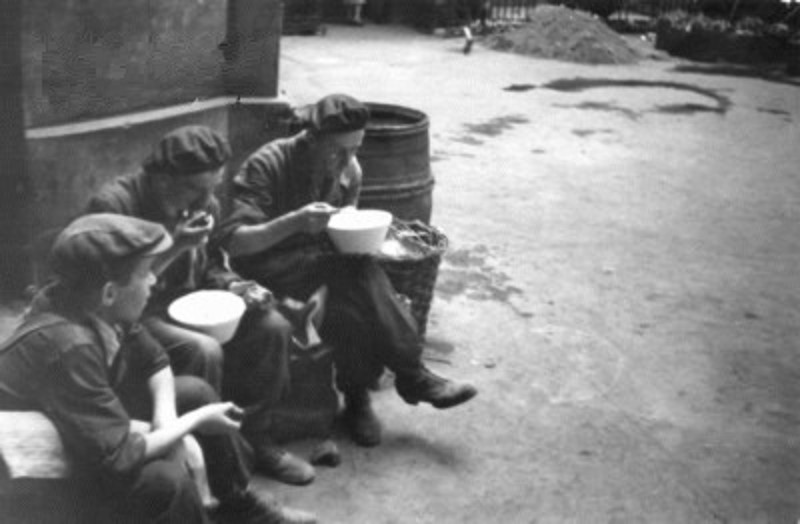
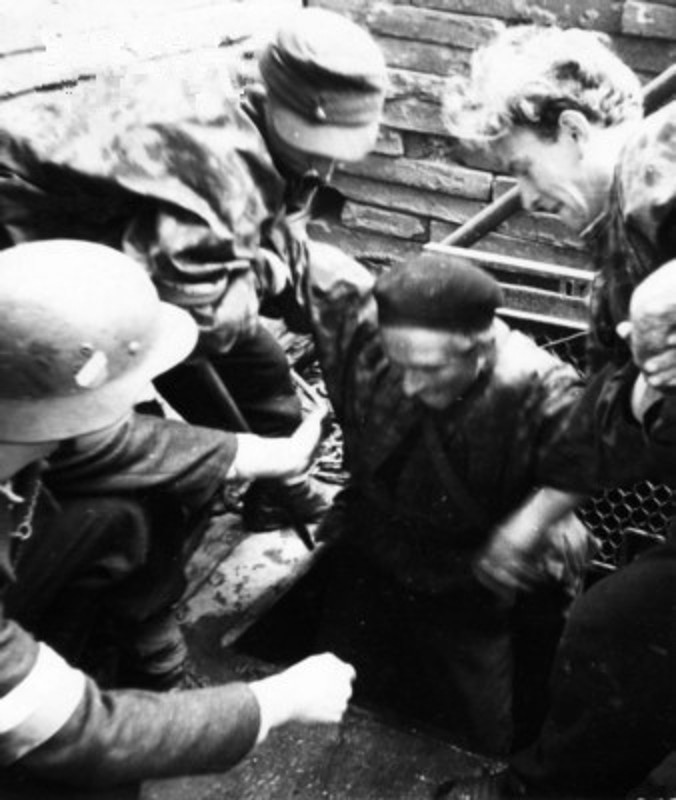
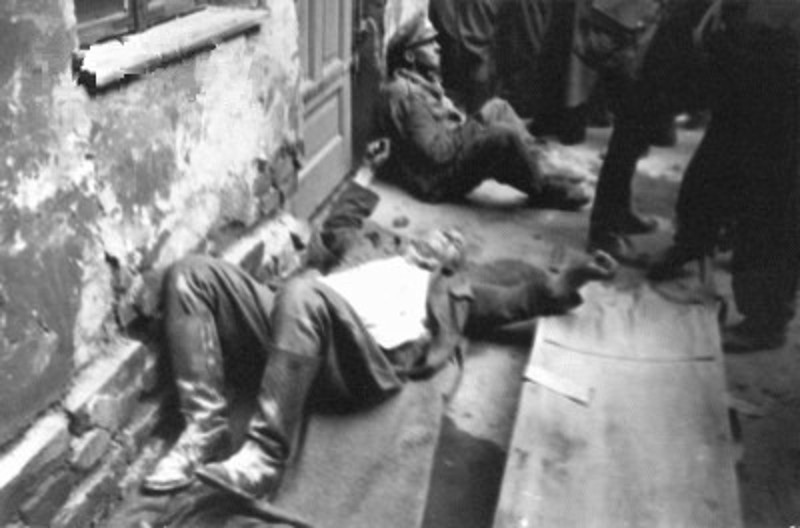
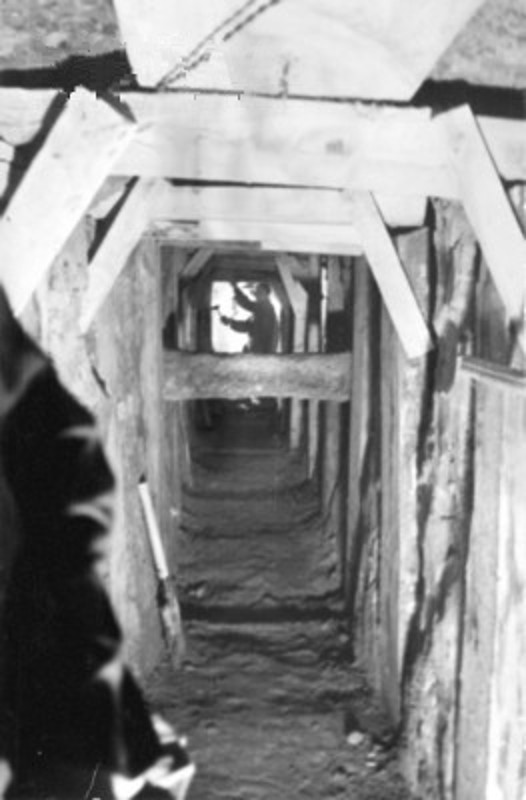